# Flebour (Boulaide)
Pour les articles homonymes, voir Flebour.
Flebour (en luxembourgeois : Fléiber ) est une localité de la commune luxembourgeoise de Boulaide située dans le canton de Wiltz.